# バリモア (戯曲)
『バリモア』（Barrymore）は、ウィリアム・ルース脚本による二人芝居であり、1942年に亡くなる数ヶ月前のジョン・バリモアが、1920年にブロードウェイで大成功を収めた『リチャード三世』の再演のリハーサルをする様子が描かれている。
バリモアが『リチャード三世』の再演を試みたのは史実ではなく、この劇のために考え出された設定であるが、俳優が自分自身の人生における様々なエピソードやアルコール依存症によるキャリア転落を回想するための作劇的な枠組みとして機能している。
『バリモア』は独り芝居と分類されてはいるが、劇場のスピーカーを通してバリモアとやりとりをする舞台マネージャーのフランクという第2の登場人物が頻出する。
初演は1996年にストラトフォード・フェスティバルで行われた。その後はブロードウェイのミュージック・ボックス・シアターにて1997年3月25日から11月2日まで上演された。監督はジーン・サックス、バリモア役はクリストファー・プラマーであり、プラマーはこれによりトニー賞演劇主演男優賞を受賞した。プラマーはエリック・カニュエルにより2011年の映画化の際も同じ役を演じた。
ベン・ブラントリーは『ニューヨーク・タイムズ』紙上の評論で、「ルース氏の脚本には、単なる登場人物のアルコール依存による不安定さだけではない、揺らめくような雰囲気がある。そして、人生そのものが長きにわたるパフォーマンスだった男を描いた作品であっても、この劇はワンライナー、モノマネ（W・C・フィールズからジョンの兄弟姉妹のエセルとライオネルまで見事に再現されている）、『面白演劇逸話集』といったタイトルの本に出てきそうな物語で溢れている。しかし、プラマー氏とサックス氏はこの断片的な素材を、バリモアが舞台上で自ら混ぜるカクテル（マンハッタンか?）のように、流動的で、刺激的で、そして温かみのある作品へと昇華させた。そして、その夜（サント・ロクアストの舞台裏セットの秋の色彩がかすかに漂う豊かさを持って始まる）は、プラマー氏が演じるバリモアが、滑稽で下品なジョークを繰り出す喜びで観客を楽しませつつも、夕暮れの感動的なきらめきを帯びていく」と述べた。

## 他言語での上演
- 2014年に丹野郁弓が演出、仲代達矢がバリモア役を務めた日本語版が初演された[2][3]。
- 2019年にアルフレド・ゴールドスタインが演出、ホルヘ・ボラーニ（スペイン語版）がバリモア役を務めたスペイン語版が初演された[7]